# Jurgen Cavens
Jurgen Cavens (Broechem, 19 agosto 1978) è un ex calciatore belga, di ruolo attaccante.